# Kautionskredit
Der Kautionskredit ist in der Schweiz die Bezeichnung für Avalkredite (Kreditleihe) im Bankwesen bzw. die Kautionsversicherung im Versicherungswesen.    

## Arten
Kreditinstitute oder Versicherer stehen als Bürgen oder Garanten im Rahmen des Kautionskredits für ihre Kunden zur Verfügung. Hierzu gehören insbesondere Anzahlungsbürgschaft, Ausbietungsbürgschaft,  Bietungsbürgschaft, Erfüllungsbürgschaft, Gewährleistungsbürgschaft, Mietbürgschaft, Steuerbürgschaft, Vertragserfüllungsbürgschaft, Zahlungsbürgschaft, Zollbürgschaft oder die entsprechenden Garantien. Hierbei wird den Kunden keine Liquidität (Geld) wie bei der Geldleihe zur Verfügung gestellt, sondern die Institute haften für eine bestimmte Verpflichtung ihres Kunden. 

## Abgrenzung
Keinesfalls steht der Begriff Kautionskredit im Zusammenhang  mit der Kaution als Sicherheitsleistung, etwa bei der Finanzierung der Mietkaution. Diese kann über einen Dispokredit oder Kontokorrentkredit erfolgen, ohne dass sich hierbei der Kautionskredit als eigenständige Kreditart etabliert hat. 